# Loury
Loury är en kommun i departementet Loiret i regionen Centre-Val de Loire strax norr Frankrikes mitt. Kommunen ligger i kantonen Neuville-aux-Bois som tillhör arrondissementet Orléans. År 2022 hade Loury 2 582 invånare.

## Befolkningsutveckling
Antalet invånare i kommunen Loury
| Referens: INSEE |